# Interzessionen
Als Interzessionen (von lateinisch intercedere ‚dazwischentreten, mit einwirken, vermittelnd eintreten‘; intercessio ‚Fürsprache, Vermittlung, Fürbitte‘) werden fürbittende Elemente im Hochgebet der heiligen Messe bezeichnet.

## Begriff und Struktur
Die Bezeichnung wurde erstmals im Jahre 1968 von Liturgiewissenschaftlern verwendet, die im Zuge der Liturgiereform nach dem Zweiten Vatikanischen Konzil über Strukturfragen des eucharistischen Hochgebets im Römischen Ritus berieten und drei neue Textfassungen des Gebets erarbeiteten. Mit dem Begriff „Interzessionen“ sollen die fürbittenden Elemente im Hochgebet vom „Gebet der Gläubigen“ (Oratio fidelium) bzw. „Allgemeinen Gebet (der Gläubigen)“ (Oratio universalis) am Ende des Wortgottesdienstes unterschieden werden, das bei der Liturgiereform wieder in die Messfeier aufgenommen wurde und gewöhnlich als „Fürbitten“ bezeichnet wird.
Die Interzessionen sind ein „Sammelbegriff“ (Hans Bernhard Meyer), unter dem verschiedene Anliegen zusammengefasst werden: „das ‚Aufrufen‘ der Einheit mit der himmlischen Kirche der vollendeten Heiligen und mit der gesamten irdischen Kirche, aber auch das Gedenken für Lebende und Verstorbene in der Form von (Für-)Bitten (Interzessionen im engeren Sinn)“. Zu manchen Anlässen können Erweiterungen in die Interzessionen eingefügt werden, etwa für die Neugetauften bei Tauffeiern, bei Firmungsgottesdiensten, Weihe- und Trauungsmessen, bei der Ordensprofess und bei Totenmessen.
Während die Fürbitten als Gebet der Gläubigen von jedem Gottesdienstteilnehmer vorgetragen werden können, gehören die Interzessionen zu den Präsidialgebeten, die der Zelebrant oder bei der Konzelebration einer der Konzelebranten im Namen der Gemeinde spricht.

## Geschichte
Die namentliche Erwähnung von Verstorbenen, mit denen die Gottesdienst feiernde Gemeinde in Gemeinschaft stand, ist bereits im 3. Jahrhundert in der Feier der heiligen Messe nachgewiesen, als Bischof Cyprian von Karthago einen bestimmten Verstorbenen wegen Fehlverhaltens von der Nennung „im Gebet der Priester am Altar“ ausschloss. Daraus ist zu schließen, dass „im Frieden Christi mit der Kirche Verstorbene in Verbindung mit dem Hochgebet namentlich genannt wurden“ (Reiner Kaczynski). Seit der Traditio Apostolica werden nach der Nennung der Mitfeiernden in der Kommunionepiklese des Hochgebets in den meisten Liturgien (außer im gallischen und spanischen Bereich) in den Interzessionen auch die Abwesenden genannt, deren Gemeinschaft man betont. Daraus entwickelte sich die Praxis, dass an dieser Stelle die Verbindung mit der Gesamtkirche und ihren Vorstehern ausführlich zum Ausdruck gebracht wurde.
Seit dem 4. Jahrhundert wurde es in den orientalischen Liturgien, aber auch in der römischen Messe üblich, Namenslisten von Verstorbenen und Lebenden zu verlesen, die auf Diptychen verzeichnet waren. Die Liturgiewissenschaft sieht in diesem Brauch eine Wurzel der Namensnennungen in den Interzessionen des Hochgebets. In der westlichen Liturgie wurden vor allem die Namen derer erwähnt, die eine Oblation gespendet hatten. Auf Papst Innozenz I. geht, so Josef Andreas Jungmann, die Praxis zurück, hierfür das Hochgebet zu unterbrechen, die Fürbitten für die Spender einzuschalten und so deren Namen inter sacra mysteria (‚zwischen den heiligen Geheimnissen‘), also im innersten Kern des Sakraments der Eucharistie, zu nennen. Vor den Spendern wurde für die ganze Kirche und ihre namentlich genannten Leiter gebetet, zunächst für den Papst als Bischof von Rom und seit dem 7. Jahrhundert zunehmend auch für den Ortsbischof. Neben den Spendern selbst (nomina offerentium ‚die Namen der Geber‘) wurden auch diejenigen einbezogen, denen die Spender den Segen zuwenden wollten (nomina eorum pro quibus offertur ‚Namen derer, für die geopfert wird‘). Im Laufe der Zeit ging die Erwähnung vieler Spender-Namen zurück zugunsten von Einschaltformeln allgemeinen Charakters und schließlich zugunsten der Einbeziehung aller an der Messfeier Teilnehmenden, der circumstantes ‚Umstehenden‘.
Im Canon Missae, dem heutigen ersten Hochgebet, lautet das Gebet Meménto, Dómine im Hochgebet demzufolge:
| Latein | Deutsch |
| --- | --- |
| Meménto, Dómine, famulórum famularúmque tuárum N. et N. et ómnium circumstántium, quorum tibi fides cógnita est et nota devótio, pro quibus tibi offérimus: vel qui tibi ófferunt hoc sacrifícium laudis, pro se suísque ómnibus: pro redemptióne animárum suárum, pro spe salútis et incolumitátis suæ: tibíque reddunt vota sua æterno Deo, vivo et vero. | Gedenke deiner Diener und Dienerinnen N. und aller, die hier versammelt sind. Herr, du kennst ihren Glauben und ihre Hingabe; für sie bringen wir dieses Opfer des Lobes dar, und sie selber weihen es dir für sich und für alle, die ihnen verbunden sind, für ihre Erlösung und für ihre Hoffnung auf das unverlierbare Heil. Vor dich, den ewigen, lebendigen und wahren Gott, bringen sie ihre Gebete und Gaben. |

Weitere Bitten und namentliche Erwähnung galten auch im lateinischen Ritus den Verstorbenen und namentlich den Heiligen. Im Canon Missae werden in zwei Blöcken 26 Heilige vor und 15 Heilige nach den Einsetzungsworten genannt, die sogenannten Kanonheiligen.
Die neuen, nach der Liturgiereform des Zweiten Vatikanischen Konzils entstandenen Hochgebete haben alle wenigstens kurze Interzessionen. Während der Canon Missae, das erste Hochgebet, interzessorische Einschübe vor und nach den Einsetzungsworten hat, folgen die Interzessionen in allen anderen Hochgebeten auf die Kommunionepiklese im zweiten Teil des Hochgebets.

## Theologische Bedeutung
Bei der Feier der heiligen Messe als Sakrament der Eucharistie (ἐυχαριστία eucharistía „Dankbarkeit, Danksagung“) werden im Kern in einer Anamnese die Heilstaten Gottes in Tod und Auferstehung Jesu Christi dankbar erinnert und gegenwärtig gesetzt. Jedoch kann der Christ „niemals ein längeres Dankgebet an Gott richten, ohne sich wie selbstverständlich sofort auch wieder vertrauensvoll-bittend in dem Bewusstsein an ihn zu wenden, auch weiterhin auf seine Hilfe angewiesen zu sein“, und so muss das eucharistische Hochgebet als das große Dankgebet der Kirche vom Dank zur Bitte in den Interzessionen übergehen (Reiner Kaczynski). Das zweite Hochgebet bringt diesen Zusammenhang unmittelbar nach dem Einsetzungsbericht als Überleitung zu den Interzessionen zum Ausdruck:

„Darum, gütiger Vater, feiern wir das Gedächtnis des Todes und der Auferstehung deines Sohnes und bringen dir so das Brot des Lebens und den Kelch des Heiles dar. Wir danken dir, dass du uns berufen hast, vor dir zu stehen und dir zu dienen. Wir bitten dich: Schenke uns Anteil an Christi Leib und Blut, und lass uns eins werden durch den Heiligen Geist. Gedenke deiner Kirche...“

Im Canon Missae, dem ersten Hochgebet, schließt das Gedenken der Heiligen im Interzessions-Gebet Communicantes eng an das Gebet Memento, Domine, famulorum famularumque tuarum et omnium circumstantium („Gedenke deiner Diener und Dienerinnen und aller, die hier versammelt sind.“) an. In der Verbindung der beiden Interzessionen kommt der Gedanke der Gemeinschaft der Heiligen zum Ausdruck: die Einheit der Eucharistie feiernden Gemeinde, ja der gesamten irdischen Kirche im Memento, Domine und der „himmlischen Kirche der vollendeten Heiligen“ im Communicantes. Die opfernde Gemeinde der heute Lebenden „steht nicht allein, sondern gehört zum großen Volk der Erlösten“, der streitenden, leidenden und triumphierenden Kirche.
Die Fürbitten in der Messe haben als Allgemeines Gebet universalen Charakter und sind offen für alle Anliegen in Kirche und Welt. In den Interzessionen des Hochgebets wird hingegen primär für diejenigen gebetet, mit denen die Gottesdienstgemeinde in Gemeinschaft steht. Sie haben somit als Bitten für die lebenden und verstorbenen Glieder der Kirche ekklesiologischen Charakter. Einige der neuen Hochgebete sind in ihrer ekklesiologischen Reichweite jedoch offener und beziehen auch solche Menschen mit ein, in deren Gemeinschaft man (noch) nicht die Eucharistie feiern kann; so heißt es im dritten Hochgebet: „Führe zu Dir auch alle deine Söhne und Töchter, die noch fern sind von Dir“. Im vierten Hochgebet heißt es: „Wir bitten dich [...] für alle Menschen, die mit lauterem Herzen dich suchen“ und „Wir empfehlen Dir auch [...] alle Verstorbenen, um deren Glauben niemand weiß als Du“.
Im Hochgebet wird nur der Ortsbischof genannt, nicht jedoch im Fall der Sedisvakanz ein Apostolischer Administrator oder ein emeritierter Bischof. Das wird mit der theologischen Bedeutung dieses Gebetes begründet, in welche keine administrativen Gesichtspunkte einfließen sollen.

## Texte der Interzessionen
| Canon Missae (erstes Hochgebet) | Zweites Hochgebet | Drittes Hochgebet | Viertes Hochgebet |
| --- | --- | --- | --- |
| (Memento, Domine:) Gedenke deiner Diener und Dienerinnen N. und aller, die hier versammelt sind. Herr, du kennst ihren Glauben und ihre Hingabe; für sie bringen wir dieses Opfer des Lobes dar, und sie selber weihen es dir für sich und für alle, die ihnen verbunden sind, für ihre Erlösung und für ihre Hoffnung auf das unverlierbare Heil. Vor dich, den ewigen, lebendigen und wahren Gott, bringen sie ihre Gebete und Gaben. (Communicantes:) In Gemeinschaft mit der ganzen Kirche gedenken wir deiner Heiligen: Wir ehren vor allem Maria [...] Kosmas und Damianus und alle deine Heiligen; blicke auf ihr heiliges Leben und Sterben und gewähre uns auf ihre Fürsprache in allem deine Hilfe und deinen Schutz. ... (Memento etiam, Domine:) Gedenke auch deiner Diener und Dienerinnen (N.), die uns vorausgegangen sind, bezeichnet mit dem Siegel des Glaubens, und die nun ruhen in Frieden. Wir bitten dich: Führe sie und alle, die in Christus entschlafen sind, in das Land der Verheißung, des Lichtes und des Friedens. (Nobis quoque peccatoribus:) Auch uns, deinen sündigen Dienern, die auf deine reiche Barmherzigkeit hoffen, gib Anteil und Gemeinschaft mit deinen heiligen Aposteln und Märtyrern: Johannes, Stephanus, Matthias, Barnabas [...] und mit allen deinen Heiligen; wäge nicht unser Verdienst, sondern schenke gnädig Verzeihung und gib uns mit ihnen das Erbe des Himmels. Darum bitten wir dich durch unseren Herrn Jesus Christus. | Gedenke deiner Kirche auf der ganzen Erde und vollende dein Volk in der Liebe, vereint mit unserem Papst N., unserem Bischof N. und allen Bischöfen, mit unseren Priestern und Diakonen und mit allen, die zum Dienst in der Kirche bestellt sind. Gedenke unserer Brüder und Schwestern, die entschlafen sind in der Hoffnung, daß sie auferstehen. Nimm sie und alle, die in deiner Gnade aus dieser Welt geschieden sind, in dein Reich auf, wo sie dich schauen von Angesicht zu Angesicht. Vater, erbarme dich über uns alle, damit uns das ewige Leben zuteil wird in der Gemeinschaft mit der seligen Jungfrau und Gottesmutter Maria, mit deinen Aposteln und mit allen, die bei dir Gnade gefunden haben von Anbeginn der Welt, daß wir dich loben und preisen durch deinen Sohn Jesus Christus. | Schau gütig auf die Gabe deiner Kirche. [...] Stärke uns durch den Leib und das Blut deines Sohnes und erfülle uns mit seinem Heiligen Geist, damit wir ein Leib und ein Geist werden in Christus. Er mache uns auf immer zu einer Gabe, die dir wohlgefällt, damit wir das verheißene Erbe erlangen mit deinen Auserwählten, mit der seligen Jungfrau und Gottesmutter Maria, mit deinen Aposteln und Märtyrern (mit dem - der - heiligen N.: Tagesheiliger oder Patron) und mit allen Heiligen, auf deren Fürsprache wir vertrauen. Barmherziger Gott, wir bitten Dich: Dieses Opfer unserer Versöhnung bringe der ganzen Welt Frieden und Heil. Beschütze deine Kirche auf ihrem Weg durch die Zeit und stärke sie im Glauben und in der Liebe: deinen Diener, unseren Papst N., unseren Bischof N. und die Gemeinschaft der Bischöfe, unsere Priester und Diakone, alle, die zum Dienst in der Kirche bestellt sind, und das ganze Volk deiner Erlösten. Erhöre, gütiger Vater, die Gebete der hier versammelten Gemeinde und führe zu Dir auch alle deine Söhne und Töchter, die noch fern sind von Dir. Erbarme dich (aller) unserer verstorbenen Brüder und Schwestern und aller, die in deiner Gnade aus dieser Welt geschieden sind. Nimm sie auf in deine Herrlichkeit. Und mit ihnen lass auch uns, wie du verheißen hast, zu Tische sitzen in deinem Reich. | Herr, gedenke aller, für deren Heil wir das Opfer darbringen. Wir bitten Dich für unsern Papst N., unsern Bischof N. und die Gemeinschaft der Bischöfe, für unsere Priester und Diakone und für alle, die zum Dienst in der Kirche bestellt sind, für alle, die ihre Gaben spenden, für die hier versammelte Gemeinde, für Dein ganzes Volk und für alle Menschen, die mit lauterem Herzen Dich suchen. Wir empfehlen Dir auch jene, die im Frieden Christi heimgegangen sind, und alle Verstorbenen, um deren Glauben niemand weiß als Du. Gütiger Vater, gedenke dass wir Deine Kinder sind, und schenke uns allen das Erbe des Himmels in Gemeinschaft mit der seligen Jungfrau und Gottesmutter Maria, mit deinen Aposteln und mit allen Heiligen. Und wenn die ganze Schöpfung von der Verderbnis der Sünde und des Todes befreit ist, lass uns zusammen mit ihr Dich verherrlichen in deinem Reich durch unseren Herrn Jesus Christus, denn durch ihn schenkst Du der Welt alle guten Gaben. |